# 菊池隆直
菊池 隆直（きくち たかなお）は、平安時代末期の肥後国の武将。九州において海陸の党類を広範囲に束ねる一国総梁的存在であった。

## 概略
日宋貿易拡大による平家の九州支配に反発した隆直は治承4年（1180年）、肥後国の武士である阿蘇惟安、木原盛実らと共に鎮西反乱を起こす。畿内・東国での相次ぐ謀反への対応に追われる平家は、11月17日に熊野の湛増と共に隆直に対して赦免の決定を下している。湛増は平家に人質を出しているが、隆直の赦免に関しては、鎮西に兵を差し向ける余裕がないための体面的な処置と考えられる。
年が明けて治承5年（1181年）、隆直の軍勢が数万に及ぶという風聞が都に届き、正月11日に朝廷で討伐の宣旨が出された。4月、平家の縁戚で有力家人である原田種直が大宰権少弐に任命されるが、隆直追討は実行されず、8月になって都から平家の家人である平貞能が反乱鎮圧に派遣される。寿永元年（1182年）4月、隆直は貞能に降って平家に属した。
寿永4年（1185年）3月の壇ノ浦の戦いでは平家方で戦い、敗北したのち源義経に投降する。文治元年（1185年）11月、『平家物語』「判官都落」によると、長年敵対していた緒方惟栄の要請によって義経から惟栄に身柄を引き渡され、斬首されたという。

## 画像集

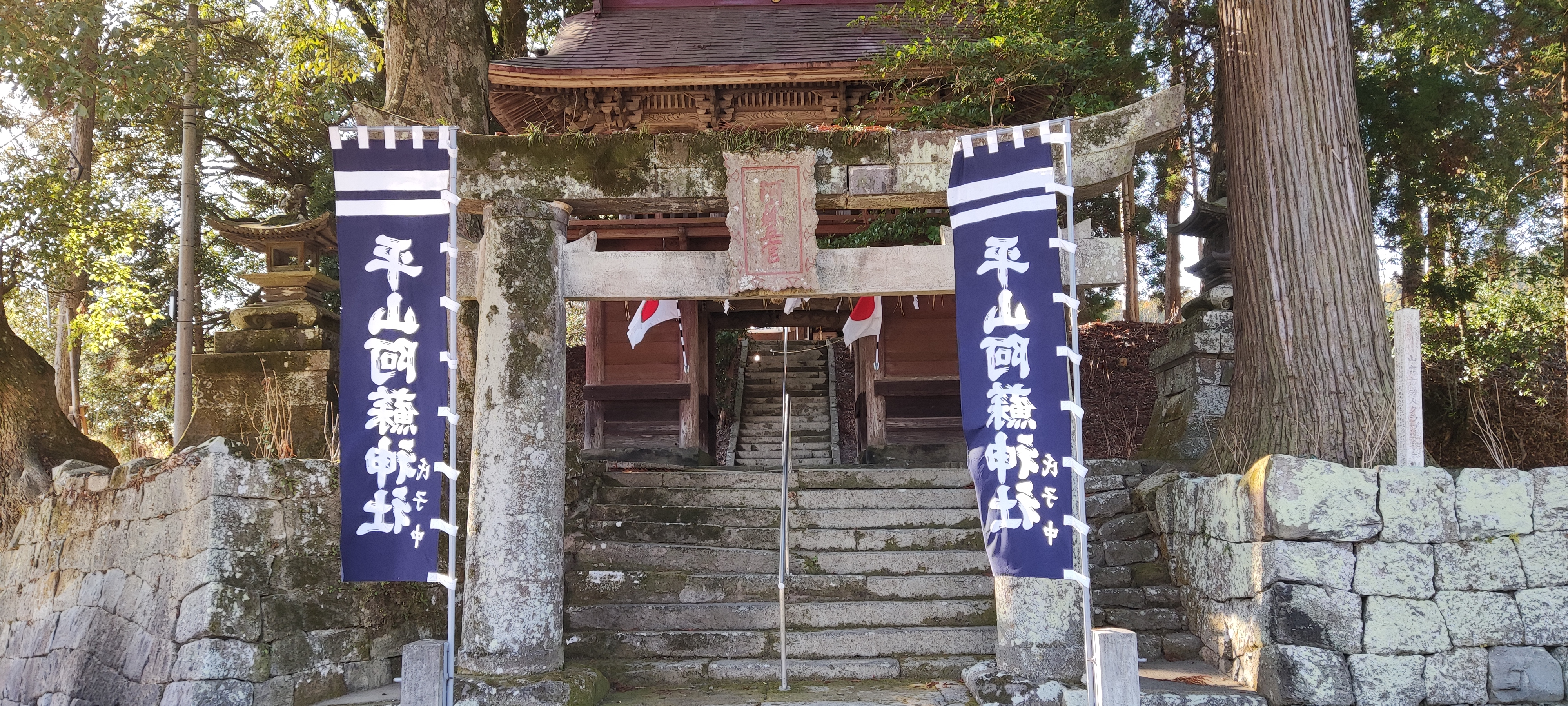
平山阿蘇神社（熊本県山鹿市平山5066、ここの絵案内図で正連寺跡確認）
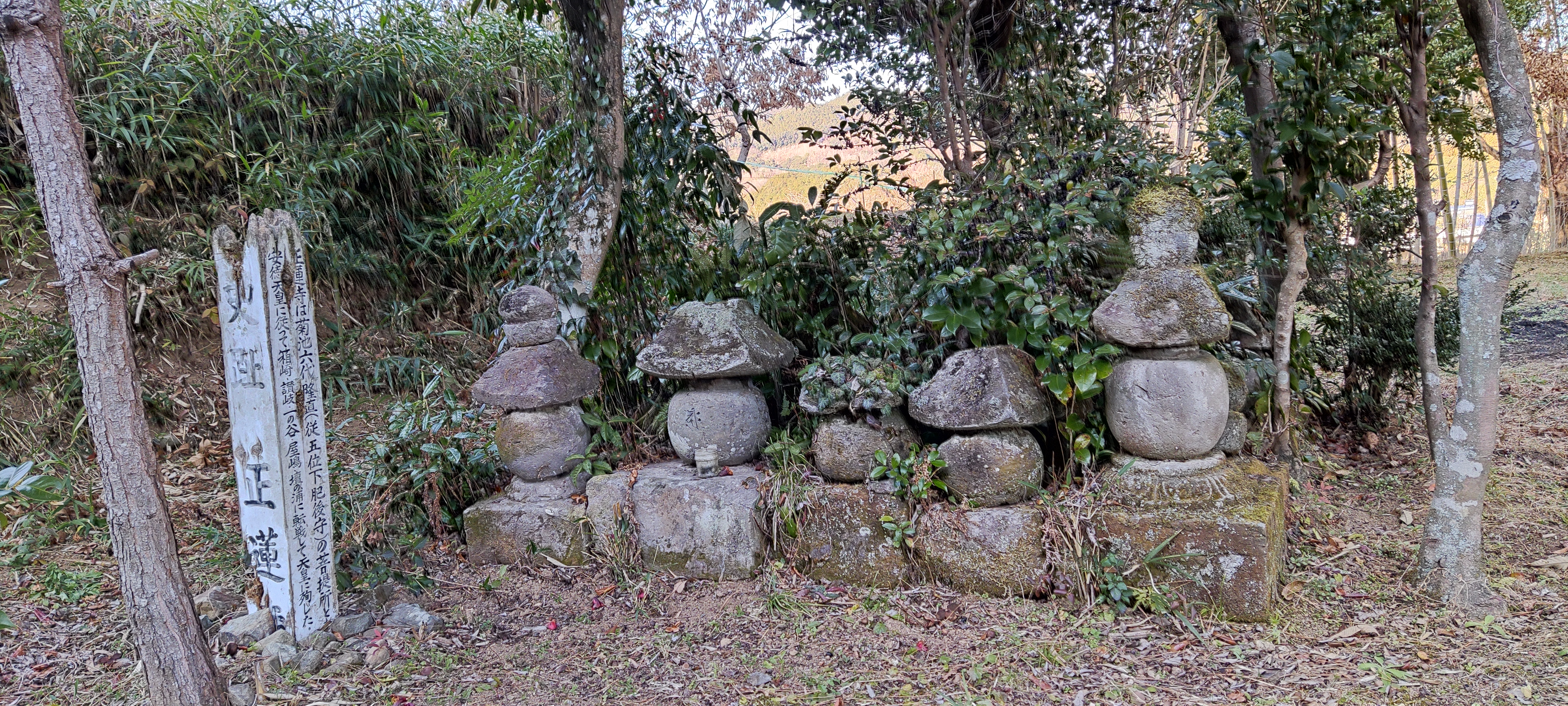
史址正蓮寺跡 菊池六代隆直供養塔（熊本県山鹿市平山5054）
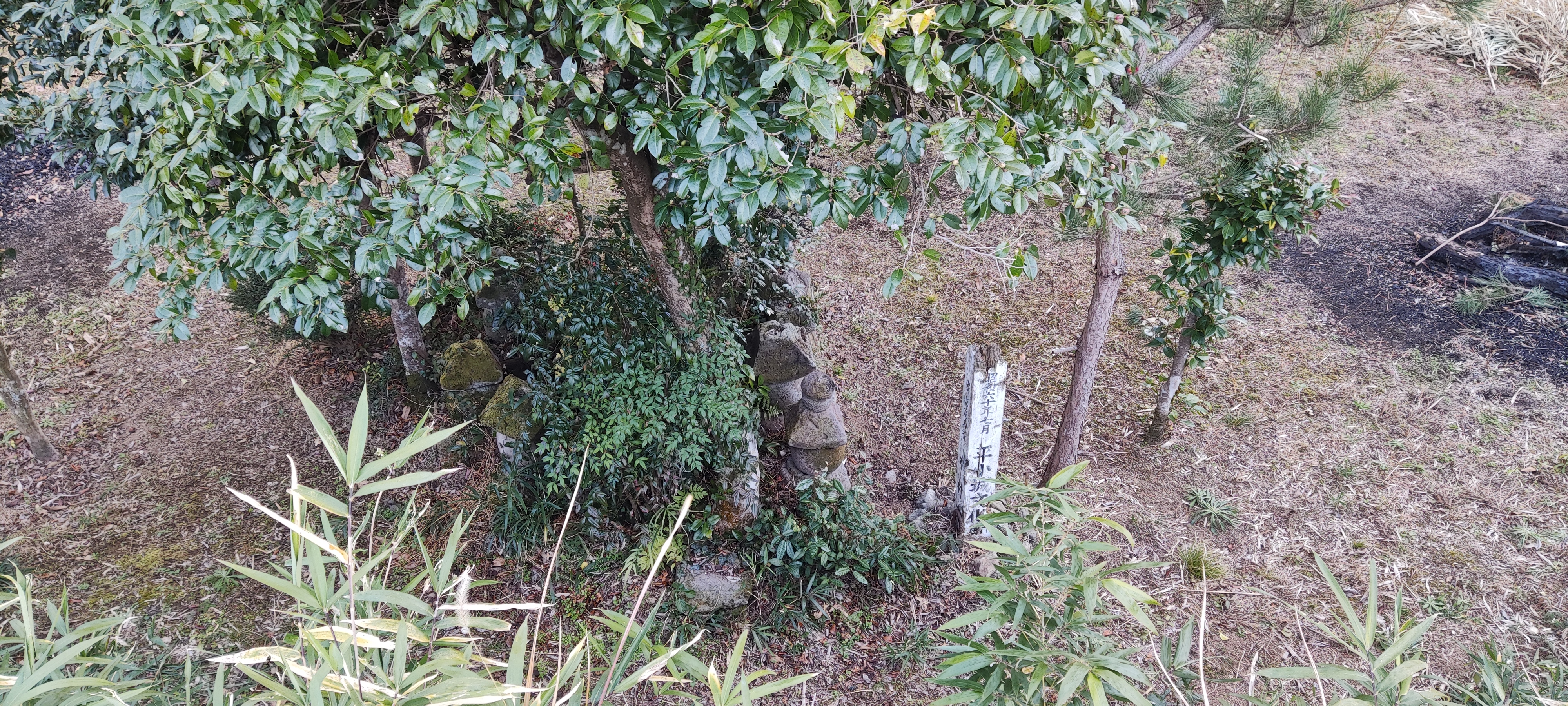
史址正蓮寺跡 菊池六代隆直供養塔上方（宿泊施設「離れ桜香」駐車場より崖下）